# Sumlili
Sumlili is een bestuurslaag in het regentschap Kupang van de provincie Oost-Nusa Tenggara, Indonesië. Sumlili telt 1546 inwoners (volkstelling 2010).